# Файв-Пойнтс (Північна Кароліна)
Файв-Пойнтс (англ. Five Points) — переписна місцевість (CDP) в США, в окрузі Гоук штату Північна Кароліна. Населення — 961 особа (2020).

## Географія
Файв-Пойнтс розташований за координатами 35°0′55″ пн. ш. 79°21′5″ зх. д. / 35.01528° пн. ш. 79.35139° зх. д. (35.015402, -79.351267).  За даними Бюро перепису населення США в 2010 році переписна місцевість мала площу 21,45 км², уся площа — суходіл.

## Демографія
Згідно з переписом 2010 року, у переписній місцевості мешкало 689 осіб у 244 домогосподарствах у складі 194 родин. Густота населення становила 32 особи/км².  Було 274 помешкання (13/км²).
Расовий склад населення:
| - 57,0 % — білих - 30,3 % — чорних або афроамериканців - 3,0 % — корінних американців - 1,0 % — азіатів - 2,9 % — осіб інших рас |

До двох чи більше рас належало 5,7 %. Частка іспаномовних становила 7,5 % від усіх жителів.
За віковим діапазоном населення розподілялося таким чином: 27,4 % — особи молодші 18 років, 60,8 % — особи у віці 18—64 років, 11,8 % — особи у віці 65 років та старші. Медіана віку мешканця становила 38,0 року. На 100 осіб жіночої статі у переписній місцевості припадало 99,7 чоловіків;  на 100 жінок у віці від 18 років та старших — 95,3 чоловіків також старших 18 років.
Середній дохід на одне домашнє господарство  становив 76 265 доларів США (медіана — 82 743), а середній дохід на одну сім'ю — 81 991 долар (медіана — 83 819). За межею бідності перебувало 1,0 % осіб, у тому числі 0,0 % дітей у віці до 18 років та 5,3 % осіб у віці 65 років та старших.
Цивільне працевлаштоване населення становило 309 осіб. Основні галузі зайнятості: освіта, охорона здоров'я та соціальна допомога — 26,2 %, роздрібна торгівля — 18,4 %, мистецтво, розваги та відпочинок — 11,3 %, транспорт — 10,4 %.